# آنا بريتا وندليوس
( 1741–1804 ) ، والمعروفة أيضًا باسم ويندليا ، كانت فنانة ومغنية سويدية. كانت عضوة في الأكاديمية الملكية السويدية للموسيقى.
تزوجت آنا من أندرس وينديليوس، تاجر ثري.  كانت معروفة كموسيقية ومغنية غير محترفة ، وهي أيضًا شاعرة و لها قصائد منشورة.  كانت واحدة من ثلاث إناث فقط ممن كن أعضاء في فرقة Utile Dulci ، والآخريات هما آنا شارلوتا من ستابلمور وآنا ماريا لينجرن .  في عام 1777، غنت في واحدة من احتفالات Utile Dulci مستعملة قصائدها و كتاباتها الإنجيلية. في عام 1795، تم انتخابها كعضو في الأكاديمية الملكية السويدية للموسيقى ، مع كل من مارغريتا ألسترومر وكريستينا فريدنهايم.